# 王以康
王以康（1897年10月—1957年3月），男，浙江天台人，中国渔业经济专家，鱼类学家、水产教育家，曾任上海水产学院教务长兼鱼类学教研组主任，九三学社社员。中国鱼类学研究在20世纪的开拓和奠基者之一，为国家培养了诸多鱼类学、渔捞学和养殖学方面的人才。

## 主要学术著作
- 《鱼类分类学》，王以康遗著，上海科学技术出版社，1958年